# Hội đồng Bộ trưởng Phạm Hùng
Hội đồng Bộ trưởng Phạm Hùng, hay còn được gọi là Chính phủ đầu Quốc hội khóa VIII là chính phủ thứ 32 của Việt Nam, và được Quốc hội khóa VIII phê chuẩn thông qua.
Người đứng đầu chính phủ là Chủ tịch Hội đồng Bộ trưởng Phạm Hùng. Hội đồng Bộ trưởng do ông đứng đầu được Quốc hội bầu ra tại kỳ họp thứ 1, Quốc hội khóa VIII và đột ngột chấm dứt với cái chết của ông ngày 10 tháng 3 năm 1988.